# Acacia salicina
Acacia salicina és una espècie de planta de la família de les lleguminoses que es distribueix pel centre i est d'Austràlia. És un arbre que es troba sobre sòls ben drenats, dispersos, especialment en sòls al llarg de cursos d'aigua. És una espècie que s'usa per a la jardineria i la fabricació de mobles. Les llavors en són comestibles i la seva escorça conté tanins. Ha estat inclosa al Catàleg espanyol d'espècies exòtiques invasores.

## Taxonomia

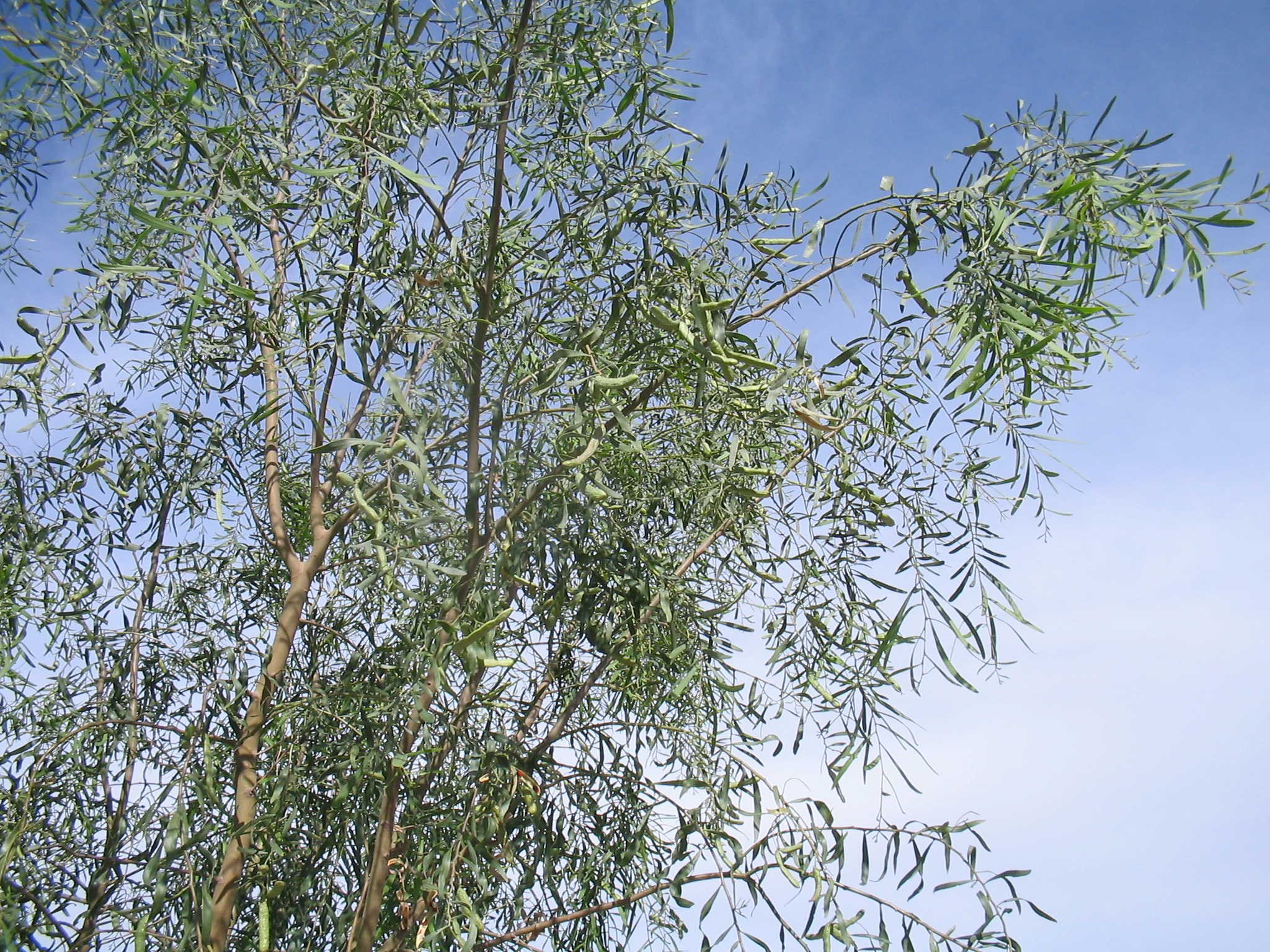
Branques amb beines de llavors

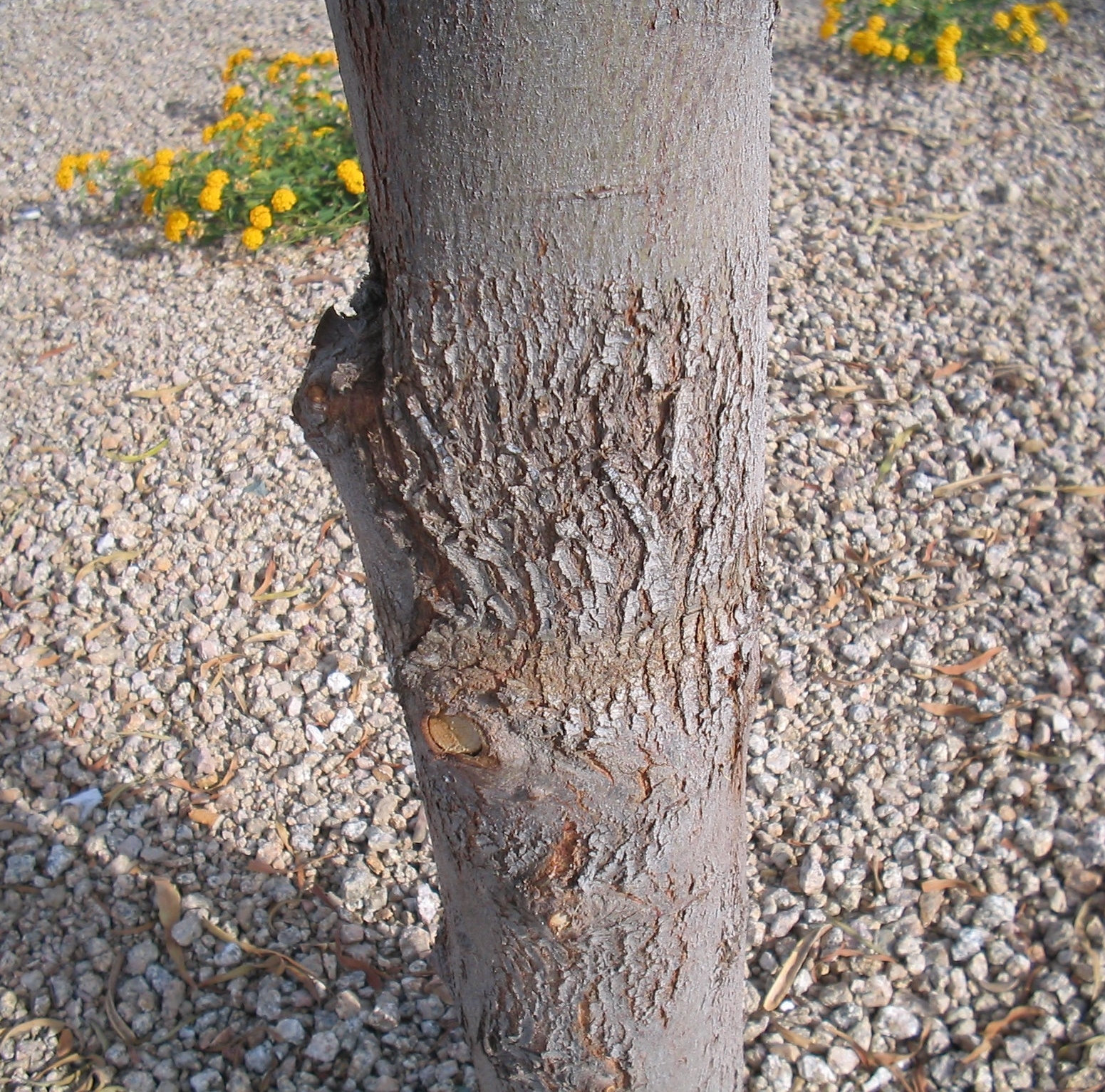
Escorça

A. salicina va ser descrita per Nees ex Steud. i publicada a Three Exped. Australia (ed. ?) 2: 20. 1838. (Three Exped. Australia (ed. ?))
El seu nom genèric, Acacia, deriva del grec ακακία (akakia), botànic grec Dioscòrides (90-40 aC) per a l'arbre medicinal A. nilotica al seu llibre De Materia Medica. El nom deriva de la paraula grega ακις (akis, espinas). L'epítet específic salicina fa referència a les fulles de l'arbre les quals són semblants a les fulles del salze (gènere Salix)